# Dorfkirche Brachwitz (Treuenbrietzen)

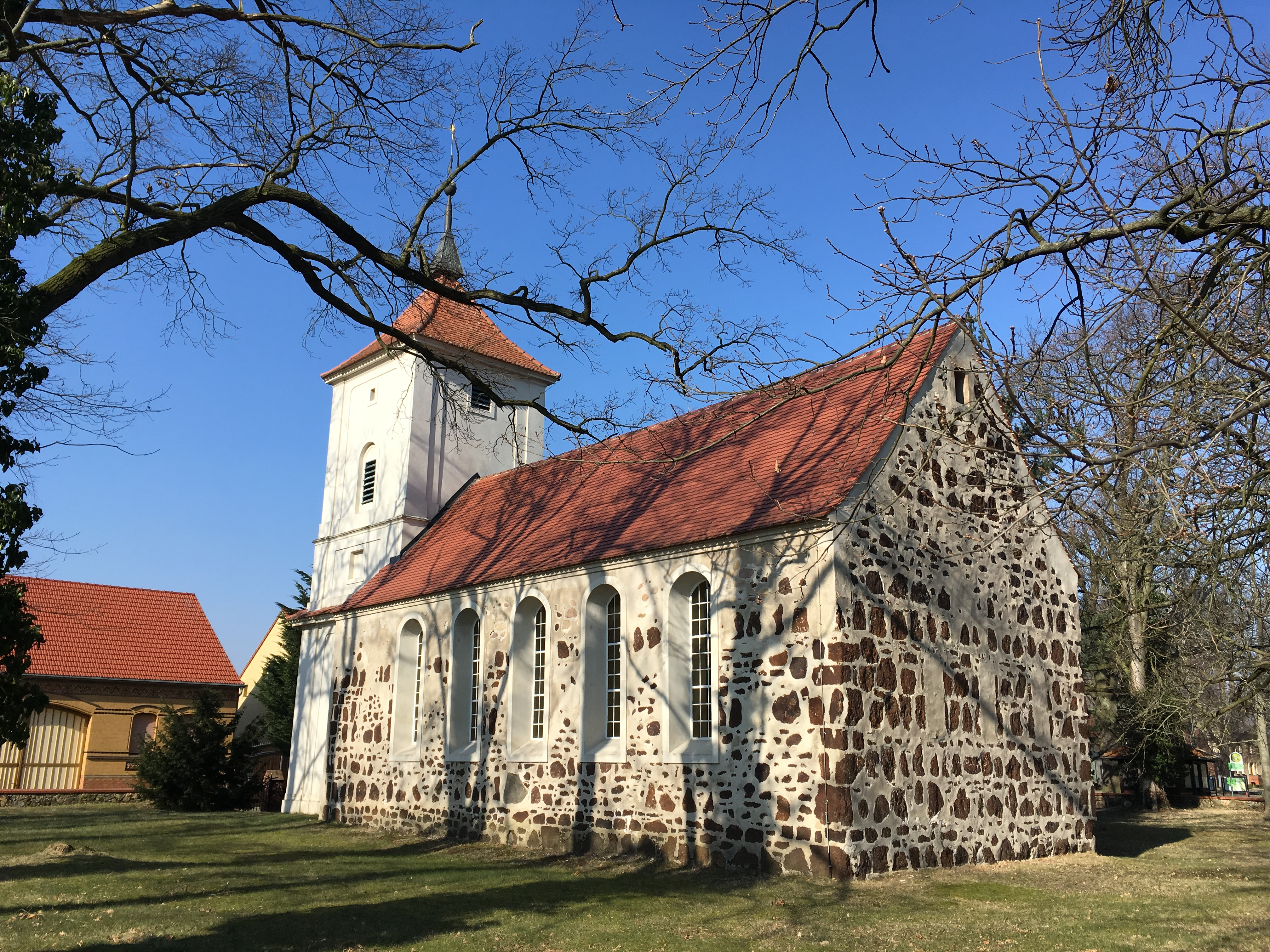
Dorfkirche

Die evangelische Dorfkirche Brachwitz ist eine spätgotische Saalkirche in Brachwitz, einem Ortsteil der Stadt Treuenbrietzen im Landkreis Potsdam-Mittelmark in Brandenburg. Die Kirchengemeinde gehört zum Kirchenkreis Mittelmark-Brandenburg der Evangelischen Kirche Berlin-Brandenburg-schlesische Oberlausitz. Der Sakralbau ist der einzige im Landkreis, der überwiegend aus Raseneisenstein errichtet wurde.

## Lage
Die Brachwitzer Dorfstraße führt in West-Ost-Richtung durch den Ort. Im historischen Dorfkern zweigt sie außerdem nach Norden ab und spannt so ein Dreieck auf. Auf diesem Dorfanger steht die Kirche auf einem Grundstück, das mit unbehauenen und nicht lagig geschichteten Feldsteinen eingefriedet ist.

## Geschichte
Der Ort wird erstmals 1237 urkundlich erwähnt. Engeser und Stehr gehen auf Grund der Lanzett-Drillingsfenster sowie der Mauerwerksausführung von einem Baubeginn am Ende des 13. bzw. Anfang des 14. Jahrhunderts aus. Das Dehio-Handbuch legt sich nicht so genau fest, sondern spricht lediglich von einem spätgotischen Bauwerk. 1772 entstand ein Westturm; die Fenster an der Nord- und Südseite des Kirchenschiff wurden vergrößert. Vermutlich erhöhten Arbeiter dabei auch die Mauerkrone. 1995 erhielt das Bauwerk einen neuen Putz, durch den die dunklen Raseneisensteine deutlich hervortreten. Die Stadt Treuenbrietzen beschreibt auf einer Informationstafel den dadurch entstehenden Eindruck als „auffälliges Erscheinungsbild (wie eine bunte Kuh)“.

## Baubeschreibung

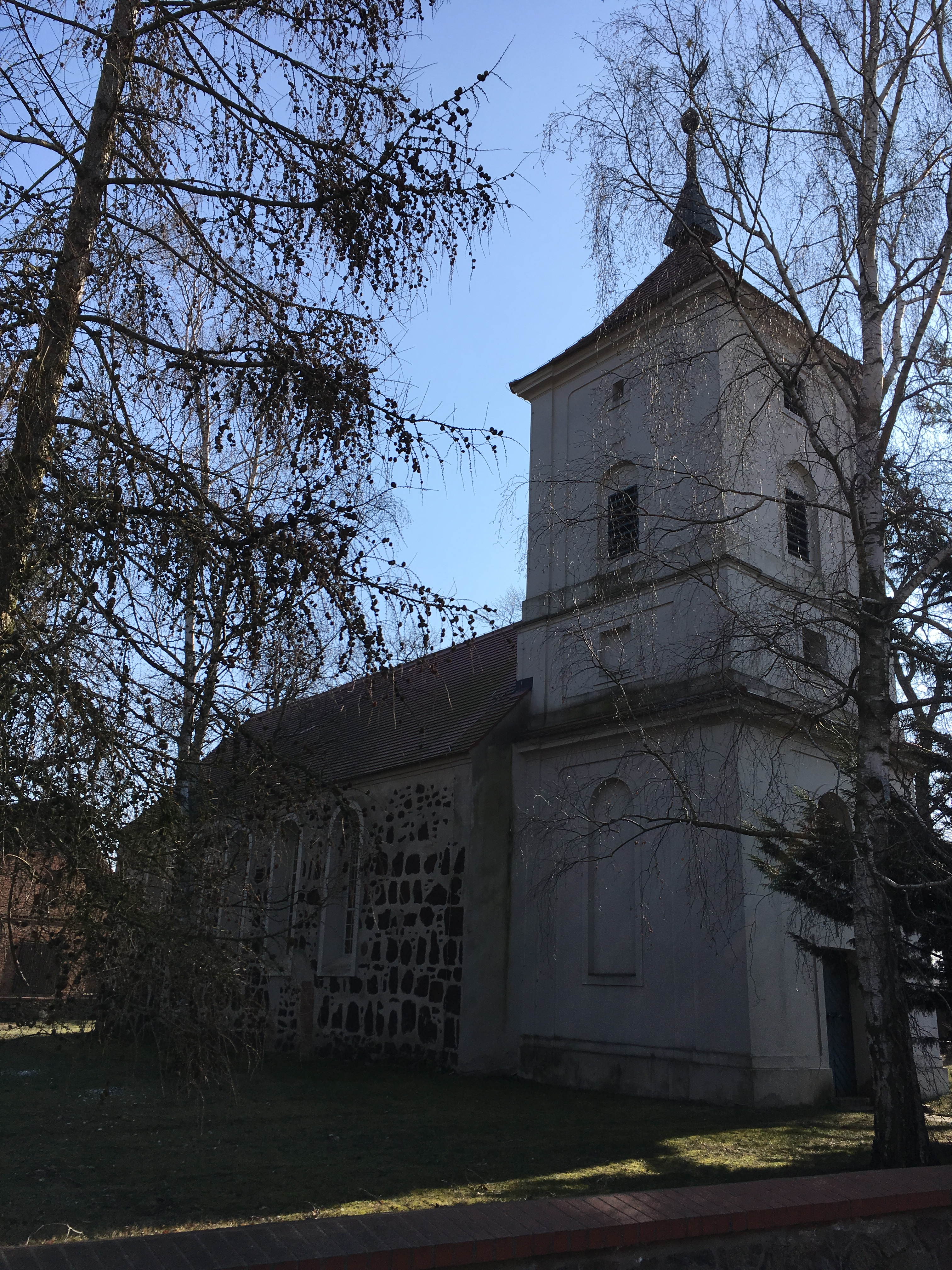
Ansicht von Nordwesten

Der Chor ist gerade und nicht eingezogen. An der östlichen Chorwand sind die Reste einer Dreifenstergruppe erkennbar. Sie wurden zur Bauzeit mit einem Gewände aus ungleichmäßig behauenen Raseneisensteinen eingefasst. Das mittlere Fenster hatte dabei dieselbe Höhe wie die beiden anderen Fenster. Sie reichen nicht über die Traufe hinaus, so dass das Bauwerk zu einer früheren Zeit vermutlich in seinem Innern flach gedeckt war. Der Giebel wurde ebenfalls aus Raseneisenstein errichtet. Linksmittig unter dem Dachfirst ist ein kleines, segmentbogenförmiges Fenster.
In der Nord- und Südwand des Kirchenschiffs befinden sich jeweils fünf große, rundbogenförmige Fenster, die sich über das obere zwei Drittel des Bauwerks erstrecken. Die Gewände sind hell verputzt. An der Nordwand sind zwischen dem ersten und zweiten Fenster von Osten her gesehen die Reste einer zugesetzten Priesterpforte erkennbar. Ebenso befindet sich zwischen dem vierten und fünften Fenster der Rest einer zugesetzten Gemeindepforte. Das Kirchenschiff trägt ein schlichtes Satteldach, das mit Biberschwanzziegeln gedeckt ist. Engeser und Stehr geben eine Länge von 17,00 Metern bei einer Breite von 8,10 Metern an.
Der Kirchturm hat einen rechteckigen Grundriss (4,75 m × 5,45 m) und ist gegenüber dem Schiff stark eingezogen. Er wurde aus Mauersteinen errichtet und anschließend weiß verputzt. Über dem hochrechteckigen Portal an seiner Westseite ist ein Ochsenauge angeordnet. Die Seiten sind mit Lisenen gegliedert. Im unteren Geschoss befindet sich an der Nord- und Südseite jeweils eine segmentbogenförmige Blende. Es folgen ein umlaufendes Gesims sowie das Turmgeschoss. Dort ist zunächst an der Nord- und Südseite eine rechteckige Blende, gefolgt von einer segmentbogenförmigen Blende, in die an den drei zugänglichen Seiten eine hochrechteckige Klangarkade eingelassen ist. An der Westseite ist ein kleines Rechteckfenster. Darüber ist je ein kleines, rechteckiges Fenster. Der Turm schließt mit einem Zeltdach ab, das mit Biberschwanzziegeln gedeckt ist, darauf eine Turmkugel mit Wetterfahne und Stern.

## Ausstattung

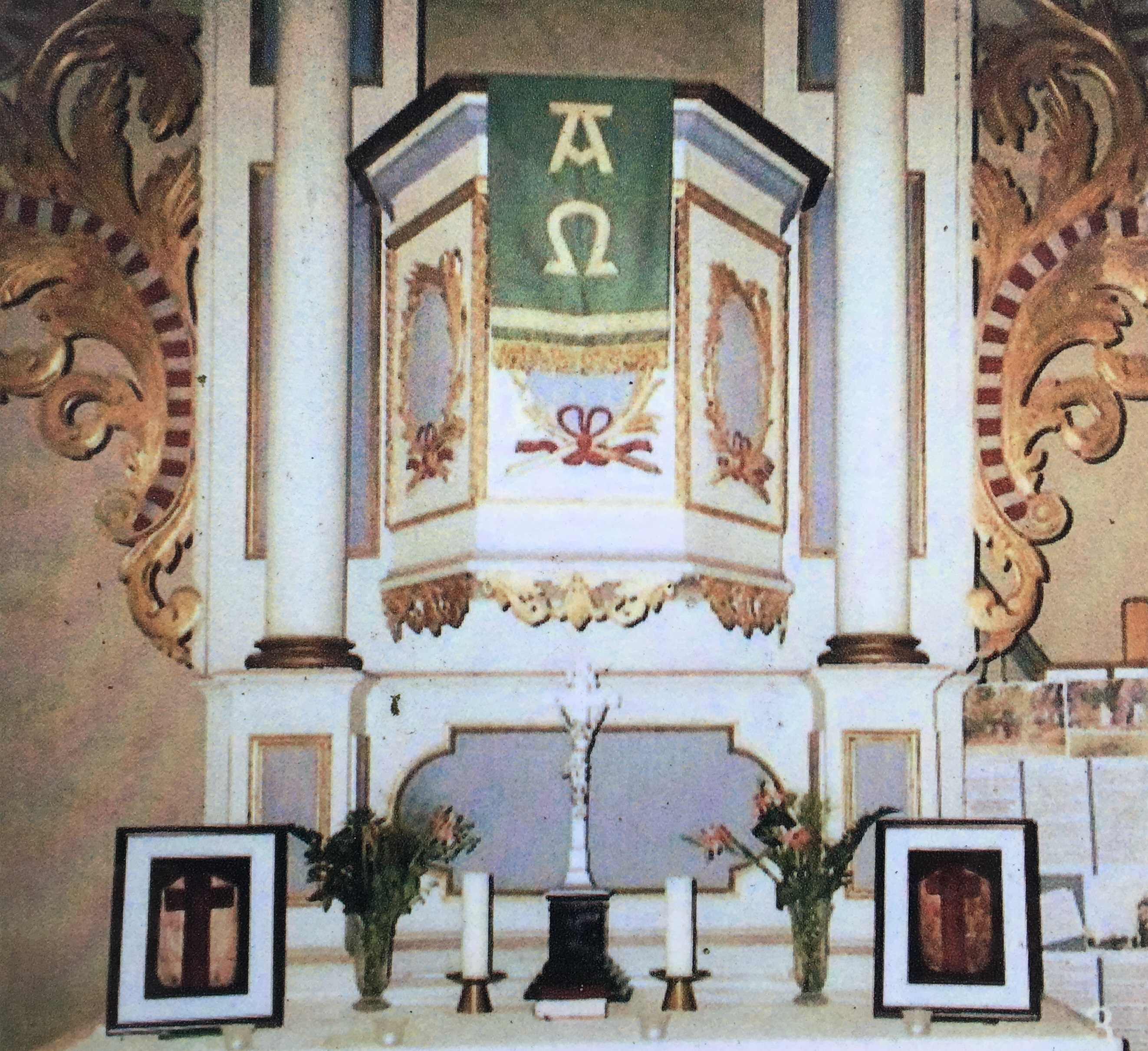
Kanzelaltar

Der barocke Kanzelaltar stammt aus der ersten Hälfte des 18. Jahrhunderts. Er besteht aus einem polygonalen Kanzelkorb, auf den ovale Felder aufgebracht wurden, die mit Laub verziert wurden. Er steht zwischen zwei Säulen, die mit Akanthus geschmückt sind. Darüber ist ein gesprengter Giebel mit einer Strahlensonne. Der Schalldeckel ist mit einer Blattkrone verziert. Neben dem gemauerten Altarblock steht ein klassizistischer Tauftisch, den ein Künstler in der ersten Hälfte des 19. Jahrhunderts aus Holz schuf. Das übrige Gestühl stammt vermutlich aus dem 17. oder 18. Jahrhundert. Eine Gedenktafel an der Nordwand des Kirchenschiffs erinnert an die Gefallenen aus dem Ersten Weltkrieg. An der Südwand ist eine rechteckige Nische.
Die Hufeisenempore steht auf Säulen der toskanischen Ordnung. Unterhalb des westlichen Bereichs trennten Handwerker mit einem Glasvorbau einen Bereich ab, so dass eine Winterkirche entstand. Darüber steht eine Orgel, die Johann Tobias Turley im Jahr 1792 aufbaute. Dies war das erste Opus des Autodidakten. Das Instrument musste 1845 ersetzt werden. Das Prospekt wurde 1999 renoviert.
Zwei Kaseln aus dem Jahr 1659 befinden sich seit 1978 als Dauerleihgabe im Domstift in Brandenburg. Sie wurden in den 1980er Jahren aufwendig restauriert. Die Schenkungen des damaligen Dorfbesitzers Christoph Friese an die Gemeinde waren über viele Jahrzehnte hinter dem Altar versteckt und wurden erst bei Sanierungsarbeiten im 20. Jahrhundert wiederentdeckt.
Der Innenraum trägt ein schlichtes Tonnengewölbe.
Im Turm hängen drei Glocken, die 1923 in Bochum aus Gussstahl hergestellt wurden.